# Seleção Americana de Futebol Americano
A Seleção Americana de Futebol Americano é o time oficial representante dos Estados Unidos, é controlado pela USA Football competiu pela 1ª vez na Copa do Mundo de Futebol Americano de 2007 no Japão ao comando do técnico John Mackovic que foi campeã contra o Japão.

## Uniformes
| Helmet   |      |           |
| Left arm | Body | Right arm |
| Trousers |      |           |
| Socks    |      |           |
| Casa     |      |           |

| Helmet   |      |           |
| Left arm | Body | Right arm |
| Trousers |      |           |
| Socks    |      |           |
| Fora     |      |           |